# Cahier de Douai
Il Cahier de Douai (in italiano: Quaderno di Douai) o  Le Recueil de Douai, è una raccolta di ventidue poesie scritte da Arthur Rimbaud quando era ancora adolescente. Nel settembre-ottobre del 1870, durante un soggiorno a Douai, lo stesso autore riunì i manoscritti senza titolo, a mo' di pergamena, e li affidò al suo amico Paul Demeny per pubblicarle.

## (FR)Cahier de Douai
La raccolta è suddivisa in due gruppi rispettivamente di 15 e 7 poesie.
Premier cahier
1. Première soirée
2. Sensation
3. Le Forgeron
4. Soleil et chair
5. Ophélie
6. Bal des pendus
7. Le Châtiment de Tartuffe
8. Vénus anadyomène
9. Les Réparties de Nina (Le battute di Nina)
10. À la musique
11. Les Effarés
12. Roman
13. « Morts de Quatre-vingt-douze »
14. Le Mal
15. Rages de Césars

Deuxième Cahier
1. Rêvé pour l'hiver
2. Le Dormeur du val (L'addormentato nella valle)
3. Au Cabaret-Vert, cinq heures du soir
4. La Maline
5. L'Éclatante Victoire de Sarrebrück
6. Le Buffet
7. Ma Bohème

## Fonti
- Arthur Rimbaud, Oeuvrs/Opere, a cura di Ivos Margoni, Universale Economica Feltrinelli, Milano, quinta ed. 1978 (prima ed. dicembre 1964)
- Arthur Rimbaud, Opere, a cura di Diana Grange Fiori, prefazione di Yves Bonnefoy, Mondadori, Milano, 1975.
- Arthur Rimbaud, Poemi in Prosa, a cura di Cesare Vivaldi, prefazione di R. Gilbert-Lecomte, Guanda, Milano, 1978.